# Alfredo Carrasco
Alfredo Carrasco (4 de mayo de 1875 - 31 de diciembre de 1945) fue un compositor y escritor mexicano, nacido en Culiacán, Sinaloa, y educado en Guadalajara, Jalisco. Muchas de sus composiciones musicales fueron de corte religioso por haberse instruido desde pequeño en colegios confesionales.

## Datos biográficos
Nació en Sinaloa pero su familia se estableció poco después de su nacimiento en Guadalajara, Jalisco en donde, al perder a sus padres, ingresó en 1887, al orfanato del Sagrado Corazón de Jesús. En ese, se inició en la música bajo la dirección del maestro Andrés Tenorio, quien le enseñó solfeo, clarinete y piano.
Realizó estudios de órgano con Francisco Godínez, maestro de capilla de la Catedral de Guadalajara (Jalisco) y profesor de música en el orfanato. Desde 1897 Carrasco fue organista en diversos templos de Guadalajara y pianista en la orquesta de Diego Altamirano. 
La primera composición musical que realizó Alfredo Carrasco, a los 12 años, fue María, mazurca para piano, dedicada a la señora María F. de Castiello quien era su protectora. Su segunda composición fue Dolores, mazurca para piano, en memoria de su madre.
Después compuso otra obra para piano llamada Fantasía. En 1896, compuso las mazurcas I a IX de las cuales, la número V no ha sido encontrada.
Fue miembro fundador del Ateneo Jalisciense en 1902, y en ese mismo año obtuvo la medalla de oro en el concurso musical de la Exposición Regional Jalisciense.
En junio de 1918 se estableció en la Ciudad de México, donde continuó su labor musical docente en la Escuela Nacional de Ciegos (piano: 1920-1924) y en la Escuela Industrial de Huérfanos (solfeo: 1920-1933). También fue profesor la Escuela Nacional Preparatoria (pianista acompañante: 1921-1922) y en la Dirección General de Cultura Estética del Departamento de Bellas Artes de la SEP (solfeo, canto coral y pianista acompañante: 1922-1926) así como en la Escuela Popular Nocturna de Música (piano: 1926-1934).
Fue varias veces premiado por su composición musical. Obtuvo el primer lugar en el concurso convocado por el diario El Universal y por la Secretaría de la Defensa Nacional (1943), para crear una Marcha nacional de las reservas con motivo del ingreso de México en la Segunda Guerra Mundial. 
En el libro Vida musical en Guadalajara, escrito por Amelia García de León, se considera que la obra de Carrasco puede dividirse en tres etapas. La primera, se inicia con sus estudios de órgano, bajo la tutela de Francisco Godínez, maestro de capilla en la Catedral de Guadalajara. La segunda, se establece a partir del 15 de agosto de 1910, fecha del estreno en Guadalajara de su obra de teatro La Judá. Finalmente la tercera etapa se inicia en 1943, época en la que se estrenó su Gran misa de réquiem en el Sagrario Metropolitano, en la Ciudad de México. 
El Adiós de Carrasco fue tal vez su obra más popular aunque tuvieron gran aceptación muchas de sus obras para piano y canto. Compuso valses, polkas, mazurcas, danzas, misas, motetes, meditaciones, música para obras de teatro, una ópera, nocturnos, tarantelas y marchas militares.
Fue socio fundador de la SACM. En 1997, la investigadora Lucero Enríquez editó y publicó las memorias de Carrasco Mis recuerdos (1939), con el patrocinio del Instituto de Investigaciones Estéticas de la UNAM.

## Obras
- Adiós
- Mazurka no.7
- Mazurka no.8
- Impromptu
- Scherzo
- Scherzo para cuatro manos https://soundcloud.com/ulises-marcelo-hern-ndez/scherzo-en-si-menor-para-piano